# Голінська волость
Голінська волость — адміністративно-територіальна одиниця Конотопського повіту Чернігівської губернії з центром у селі Голінка. Сформована після анексії Гетьманщини Російською імперією 1782 року. В основному відповідала попередній території Голінської сотні Прилуцького полку. 

## Географія
Голінська волость була однією з 11 волостей Конотопського повіту, належала до 2-го територіального стану і межувала з чотирма волостями повіту: Тиницькою, Дмитрівською, Красноколядинською, Великосамбірською. Посутня прикмета Голінської волості — найбільша щільність населення у Конотопському повіті, одна з найвищих взагалі в Лівобережній Україні. Це спричиняло численні земельні конфлікти між мешканцями волості. Демографічна динаміка села була справді приголомшливою: на 1886 рік у Голінці був 351 двір з населенням 3246 жителів, а 1897 (всього за 11 років) вже 770 дворів з населенням 5778 жителів. Відтак з кінця XIX століття почалася еміграція багатьох родин (в тому числі козацьких, наприклад рід Ковалівських та Гузів) до Алтаю та Казахстану, що до певної міри розрядило напругу в містечку.

## Населення волості
Станом на 1864-1865 роки до складу Голінської волості входило 12 поселень. Станова приналежність: крестяни - 365 чоловіків та 417 жінок; козаки - 4,400 чоловіків та 4,527 козачок; нижчі чини - 66 чоловіків та 63 жінки; посадові особи - 24 чоловіки; старости - 10. Тобто кількість станових козаків у Голінській волості складала 8,927 осіб, що вдесятеро перевищувало представників інших станів. Більша питома вага козаків була лише у Красноколядинській волості Конотопського повіту.
Станом на 1885 рік складалася з 7 поселень, 21 сільська громада. Населення — 10835 осіб (5427 чоловічої статі та 5408 — жіночої), 1872 дворове господарство. Більшість господарств у Голінці та Гайвороні належала становим козакам, які зберегли окремий привелійований статус після ліквідації полкового устрою Гетьманщини (з 1782 по 1923 - до запровадження совєцьких окупаційних систем розподілу населення). 
|                     | Площа, десятин | У тому числі орної, дес. |
| ------------------- | -------------- | ------------------------ |
| Сільських громад    | 10930          | 10073                    |
| Приватної власності | 9017           | 6468                     |
| Іншої власності     | 266            | 216                      |
| Загалом             | 20213          | 16757                    |

### Основні села волості
- Голінка — колишнє державне та власницьке село при річці Зарукавній за 28 верст від повітового міста, 3608 осіб, 663 двори, 2 православні церкви, школа, постоялий двір, 7 постоялих будинків, 4 лавки, 3 ярмарки на рік, 3 вітряних млини.
- Білі Вежі — колишнє власницьке село, 1022 особи, 198 дворів, православна церква, школа, 2 постоялих будинки, лавка.
- Гайворон — колишнє державне та власницьке село при річці Басанці, 4274 особи, 654 двори, православна церква, школа,  постоялий будинок, 3 лавки, базари по четвергах, 2 вітряних млини, маслобійний і цегельний заводи.
- Григорівка — колишнє власницьке село, 980 осіб, 251 двір, православна церква, каплиця, школа, постоялий будинок, лавка, 3 ярмарки на рік, 2 вітряних млини.

### Земська та поліцейська приналежність волості
До 1898 року Земським начальником 3-го стану, до якого входили Бахмацька та Голінська волості, був надвірний радник Олександр Іванович Константинов. Його замінив поручник Іван Васильович Занкевич(земська садиба Голінської волості містилася у Гайвороні), батько російського еміграційного політика Андрія Дикого.
Голінська волость відносилася до 2-го поліційного стану Конотопського повіту, становий пристав перебував у селі Голінка на кутку Хільківка. З 1 липня 1888 по вересень 1898 рік ним був Павло Самійлович Лось. Його наступником у вересні 1898 став колезький асесор Владимир Нилович Аммосов

## Волосна влада
1900 керівниками Голінської волості та членами волосного суду були: 
- волосний старшина козакъ Н. Ріпа;
- волосний писар - посада вакантна[9];
- голова волосного суду крестянин Я.М. Пономаренко;
- волосний суддя крестянин Є.О. Гришко;
- волосний суддя крестянин Д.П. Ткаченко;
- волосний суддя козакъ В.В. Ковалевський[10].